# Gliese 1
Désignations
Gliese 1 (Gl 1 ou GJ 1) est une étoile naine rouge de la constellation australe du Sculpteur. Comme elle se situe très près de l'origine des coordonnées astronomiques d'ascension droite, elle devint la première étoile des catalogues d'étoiles Gliese et Luyten Half-Second.

## Caractéristiques
C'est une des étoiles les plus proches du Soleil, à une distance d'environ 14,2 années-lumière. Cependant elle est trop faible pour être visible à l'œil nu (magnitude apparente : 8,54). Le type spectral de cette étoile est donné de M1.5V à M3.0V selon les sources.

## Voir également